# Muyesinbo
De Muyesinbo is een Koreaanse martiale handleiding uit 1759. Het werd uitgegeven als herziene uitgave van de Muyejebo. In het boek worden zeventien methoden van gewapende oorlogsvoering beschreven en één methode voor het ongewapende gevecht.

## Geschiedenis
Tijdens het bewind van koning Youngjo (1724-1776) werd de Muyejebo herzien. Aan het oorspronkelijke aantal van zes werden twaalf extra methodes toegevoegd door prins Sado. Het was tevens prins Sado die de term Sibpalgi (18 gevechtsmethodes) bedacht, een afkorting van Bonjo Muye Sib Pal Ban ("18 Martiale Klasses van de Yi Dynastie"), om deze collectie mee aan te duiden.

## Inhoud
In de Muyejebo werden reeds de volgende zes methodes beschreven:
- Gonbang (Lange stok)
- Deungpae (Schild)
- Nangseon (Multi-tip speer, een speer met vele vertakkingen.)
- Jangchang (Lange speer)
- Dangpa (Drietand)
- Ssangsudo (Zwaard wat met twee handen gehanteerd dient te worden)

In de Muyesinbo werden daar de volgende twaalf methodes aan toegevoegd:
- Jukjangchang (Lange bamboe speer)
- Gichang (Speer met daaraan een vlag bevestigd)
- Yedo (Kort zwaard)
- Waegeom (Japans zwaard, katana)
- Gyojeon (Duelleer technieken met het zwaard)
- Woldo (Maanzwaard, vergelijkbaar met een hellebaard)
- Hyeopdo (Speer zwaard, vergelijkbaar met Japanse naginata)
- Ssanggeom (Technieken met twee identieke zwaarden)
- Jedogeom (Admiraals Zwaard)
- Bongukgeom (Traditioneel Koreaans zwaard)
- Gwonbeop (Ongewapend gevecht)
- Pyeongon (Vlegel, lange stok met daar een kortere stok aan bevestigd.)

## Opvolger
De Muyesinbo op haar beurt weer een van de werken waarop de later geschreven Muyedobotongji is gebaseerd. De Muyesinbo zelf is niet bewaard gebleven, maar vanuit de Muyedobotongji weten we redelijk veel over deze handleiding.